# A.J.アレクシー
アダム・ジョン・アレクシー（Adam John Alexy ,1998年4月21日 - ）は、アメリカ合衆国ペンシルベニア州チェスター郡ハニーブルック出身のプロ野球選手（投手）。右投右打。アメリカ独立リーグ・アトランティックリーグのランカスター・ストーマーズ所属。

## 経歴

### ドジャース傘下時代
2016年のMLBドラフト11巡目（全体341位）でロサンゼルス・ドジャースから指名された。当時はラドフォード大学に進学して大学野球をする予定だったが、それを破棄してドジャースと契約してプロ入り。プロ入り後はアリゾナリーグ・ドジャースでプロデビューを果たした。この年は1勝0敗、防御率4.61の成績を残した。
2017年は、A+級のグレートレイクス・ルーンズで開幕を迎えた。

### レンジャーズ時代
2017年7月31日にダルビッシュ有とのトレードでウィリー・カルフーン、ブレンドン・デービスと共にテキサス・レンジャーズに移籍した。移籍後はA+級のヒッコリー・クロウダッズに配属された。
2018年もヒッコリー・クロウダッズでプレーし、6勝8敗、防御率3.58を記録した。
2019年はA-級のダウンイースト・ウッドダックスで開幕を迎えた。5月1日の試合中に広背筋痛により緊急降板し、PRP療法を受けたが、この怪我によって残りのシーズンを全休した。シーズン終了後はアリゾナ・フォールリーグでプレーした。
2020年は、新型コロナウイルスの影響でマイナーリーグの試合が開催されなかったため、プレーしなかった。11月20日にロースターに追加された。
2021年はAA級のフリスコ・ラフライダーズで開幕を迎えた。3勝1敗、防御率1.61の成績を残し、8月3日にAAA級のラウンドロック・エクスプレスに昇格した。8月30日にメジャー契約を結んでアクティブ・ロースター入りし、その日のコロラド・ロッキーズ戦に先発してメジャーデビューを果たした。5回を投げて1安打無失点でメジャー初登板初勝利を記録した。この年はメジャーでは5試合に登板して3勝1敗、防御率4.70を記録した。
2022年はAAA級ラウンドロックでは31試合に登板して6勝6敗、防御率5.91の成績を残したが。メジャーでは4試合（7イニング）に登板して1勝1敗、防御率11.57という成績に終わった。12月9日にDFAとなった。

### ホワイトソックス傘下時代
2022年12月13日にウェイバー公示を経てワシントン・ナショナルズに移籍したが、2023年1月4日にDFAとなった。
2023年1月10日にクリスチャン・ヒメネスとの交換トレードでミネソタ・ツインズに移籍したが、1月23日にDFAとなった。
2023年1月30日にウェイバー公示を経てシカゴ・ホワイトソックスに移籍した。AAA級シャーロット・ナイツで開幕を迎えたが、4試合に登板して、防御率15.30と苦戦し、4月28日に40人枠から外されマイナー契約となった。その後に不振は続き、7月1日に自由契約となった。

### 独立リーグ時代
2023年8月8日にアトランティックリーグのサザンメリーランド・ブルークラブスと契約を結んだ。6試合に登板したが、0勝1敗、防御率11.81とここでも結果は出ず、8月15日に自由契約となった。

### ツインズ傘下時代
2023年12月19日にミネソタ・ツインズとマイナー契約を結んだ。
2024年はAA級ウィチタ・ウィンドサージで7試合に登板したが、1勝2敗、防御率7.94という結果に終わり、5月18日に自由契約となった。

### 独立リーグ時代
2024年6月7日にアメリカン・アソシエーションのカンザスシティ・モナークスと契約を結んだ。ここでは20試合に登板し、2勝2敗3セーブ、防御率6.26を記録した。8月7日に自由契約となった。8月13日にアトランティックリーグのランカスター・ストーマーズと契約した。ここでは14試合に登板して2勝1敗、防御率2.57を記録した。

## 詳細情報

### 年度別投手成績
| 年 度    | 球 団    | 登 板 | 先 発 | 完 投 | 完 封 | 無 四 球 | 勝 利 | 敗 戦 | セ 丨 ブ | ホ 丨 ル ド | 勝 率 | 打 者 | 投 球 回 | 被 安 打 | 被 本 塁 打 | 与 四 球 | 敬 遠 | 与 死 球 | 奪 三 振 | 暴 投 | ボ 丨 ク | 失 点 | 自 責 点 | 防 御 率 | W H I P |
| -------- | -------- | ----- | ----- | ----- | ----- | -------- | ----- | ----- | -------- | ----------- | ----- | ----- | -------- | -------- | ----------- | -------- | ----- | -------- | -------- | ----- | -------- | ----- | -------- | -------- | ------- |
| 2021     | TEX      | 5     | 4     | 0     | 0     | 0        | 3     | 1     | 0        | 0           | .750  | 97    | 23.0     | 13       | 4           | 17       | 0     | 1        | 17       | 0     | 0        | 12    | 12       | 4.70     | 1.30    |
| MLB：1年 | MLB：1年 | 5     | 4     | 0     | 0     | 0        | 3     | 1     | 0        | 0           | .750  | 97    | 23.0     | 13       | 4           | 17       | 0     | 1        | 17       | 0     | 0        | 12    | 12       | 4.70     | 1.30    |

- 2021年度シーズン終了時

### 背番号
- 62 （2021年 - 2022年）